# Torregiana

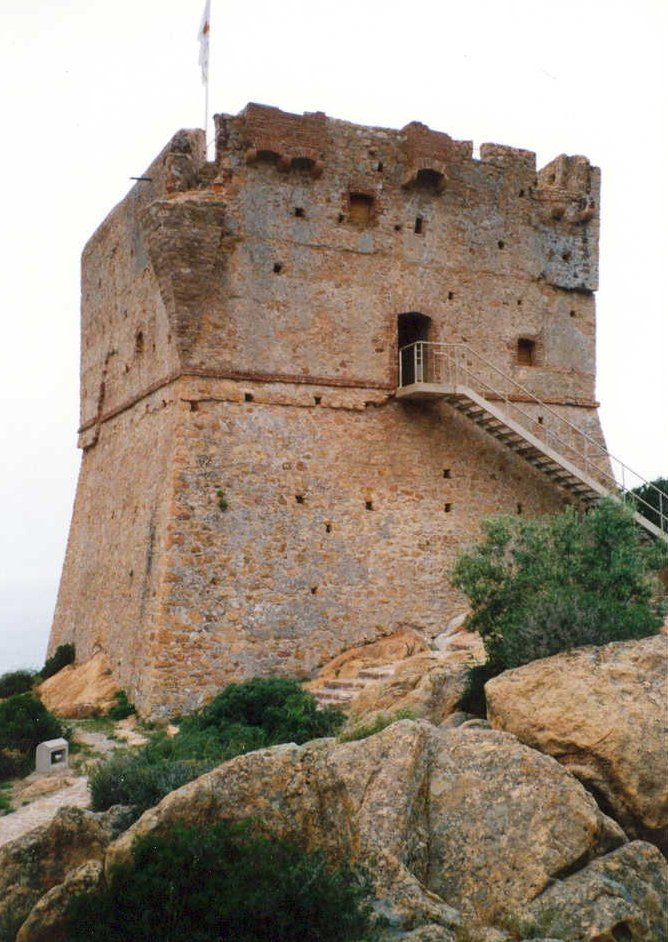
Genuesischer Turm von Porto

Das Torregiana genannte Verteidigungssystem wurde von den Genuesern durch Komplettierung der pisanischen Anfänge, ab der Mitte des 15. Jahrhunderts entlang der Küste Korsikas installiert. In Sichtweite voneinander entstanden 150 runde zinnenbewehrte Wachtürme. 67 davon sind intakt oder als Ruine erhalten. Die zumeist vieretagigen Türme sollten Piratenüberfällen vorbeugen, denen Korsika über Jahrhunderte ausgesetzt war.
1453 hatte die genuesische St.-Georgs-Bank, bei der die ligurische Handelsstadt Genua seit einem halben Jahrhundert verschuldet war, die Insel vom Dogen Pietro di Campofregoso als Pfand übernommen und den Adligen Antonio Spinola als ersten Gouverneur eingesetzt. Während die Pisaner hauptsächlich Kirchen und Kapellen errichtet hatten, zeichneten sich die Genueser durch den Bau von Zitadellen, Wachtürmen und Brücken aus.
Nach einigen Jahren existierten 150 der zwischen 12 und 17 m hohen Türme. Die quadratischen (in Nonza, Morsiglia, Pino, und Toga) sind pisanischen Ursprungs. Deshalb dachte man auf Grund seiner Bauart lange Zeit fälschlicherweise, der Turm von Porto sei pisanisch, bis man feststellte, das er aus genuesischer Zeit stammt.  
Die korsischen Notabeln ließen ihrerseits Vierecktürme errichten, die als Wohnung, und bei Gefahr als Zufluchtsstätte dienten. Die Rundtürme von etwa 7 m Durchmesser sind dagegen genuesisch. Die unten leicht konisch auslaufenden Türme waren mit vier Mann besetzt. Sobald ein Sarazenensegel am Horizont auftauchte, entzündeten die Wächter auf den Plattformen Feuer und die Bewohner flüchteten ins Hinterland.